# Новопетровське (Уфімська сільська рада)
Новопетро́вське (рос. Новопетровское, башк. Яңы Петровка) — село у складі Хайбуллінського району Башкортостану, Росія. Входить до складу Уфімської сільської ради.
Населення — 302 особи (2010; 335 в 2002).
Національний склад:
- росіяни — 54%
- башкири — 29%